# تافراطة (هوارة أولاد رحو)
تافراطة هي إحدى مشيخات المملكة المغربية، تتبع جغرافيا لإقليم جرسيف وإداريًا لهوارة أولاد رحو. يقدر عدد سكانها بـ 3042 نسمة حسب الإحصاء الرسمي للسكان والسكنى لسنة 2004.